# Tagesklinik
Eine Tagesklinik ist eine Einrichtung der ambulanten oder teilstationären Patientenbetreuung während des Tages.

## Organisation
Tageskliniken können interdisziplinär oder Rahmen einzelner Fachrichtungen arbeiten. Sie können Praxen niedergelassener Ärzte sein. Vereinzelt gibt es auch nach § 30 der Gewerbeordnung zugelassene Tageskliniken. Diese können über eine eigene Bettenstation verfügen. Aufsichtsrechtlich unterstehen diese Einrichtungen der regionalen Krankenhausaufsicht. Diese Einrichtungen sind in Deutschland nur selten im Landeskrankenhausplan aufgenommen, weshalb dann nach § 108 des Fünften Buches Sozialgesetzbuch (SGB V) die Gesetzlichen Krankenversicherungen nicht zur Erstattung der Behandlungskosten verpflichtet sind.

## Aufgaben
In der Geriatrie ermöglichen Tageskliniken zum Beispiel eine rehabilitative Behandlung, Betreuung und Pflege oder die Organisation fachärztlicher Untersuchungen.
Im Bereich der Psychiatrie und Psychosomatik, einschließlich der Kinder- und Jugendpsychiatrie, sind Tageskliniken sozialtherapeutisch und psychotherapeutisch ausgerichtete Einrichtungen, in denen Patienten tagsüber behandelt und betreut werden, wenn sie fähig sind, in der übrigen Zeit in der eigenen Wohnung zurechtzukommen. Zur Anwendung kann dies zur Nachsorge nach stationärer Behandlung oder zur Vermeidung einer stationären Behandlung kommen.
Die Behandlung in einer psychiatrischen Tagesklinik bringt dabei verschiedene Vorteile mit sich: sie bietet eine hohe Flexibilität, eine verstärkte Integration in den normalen Alltag bei dennoch intensiven Behandlungsansätzen und meist ist sie gegenüber einer stationären Einrichtung eine kostengünstigere Alternative.
Die psychiatrischen und psychosomatischen Tageskliniken in Deutschland sind in der Deutschen Arbeitsgemeinschaft der Tageskliniken für Psychiatrie, Psychotherapie und Psychosomatik organisiert.
Operative Tageskliniken können an Krankenhäusern eingerichtet sein, da die Krankenkassen bei vielen operativen Eingriffen, die auch ambulant hätten durchgeführt werden können, einen stationären Aufenthalt nicht vergüten.